# Decadencia española

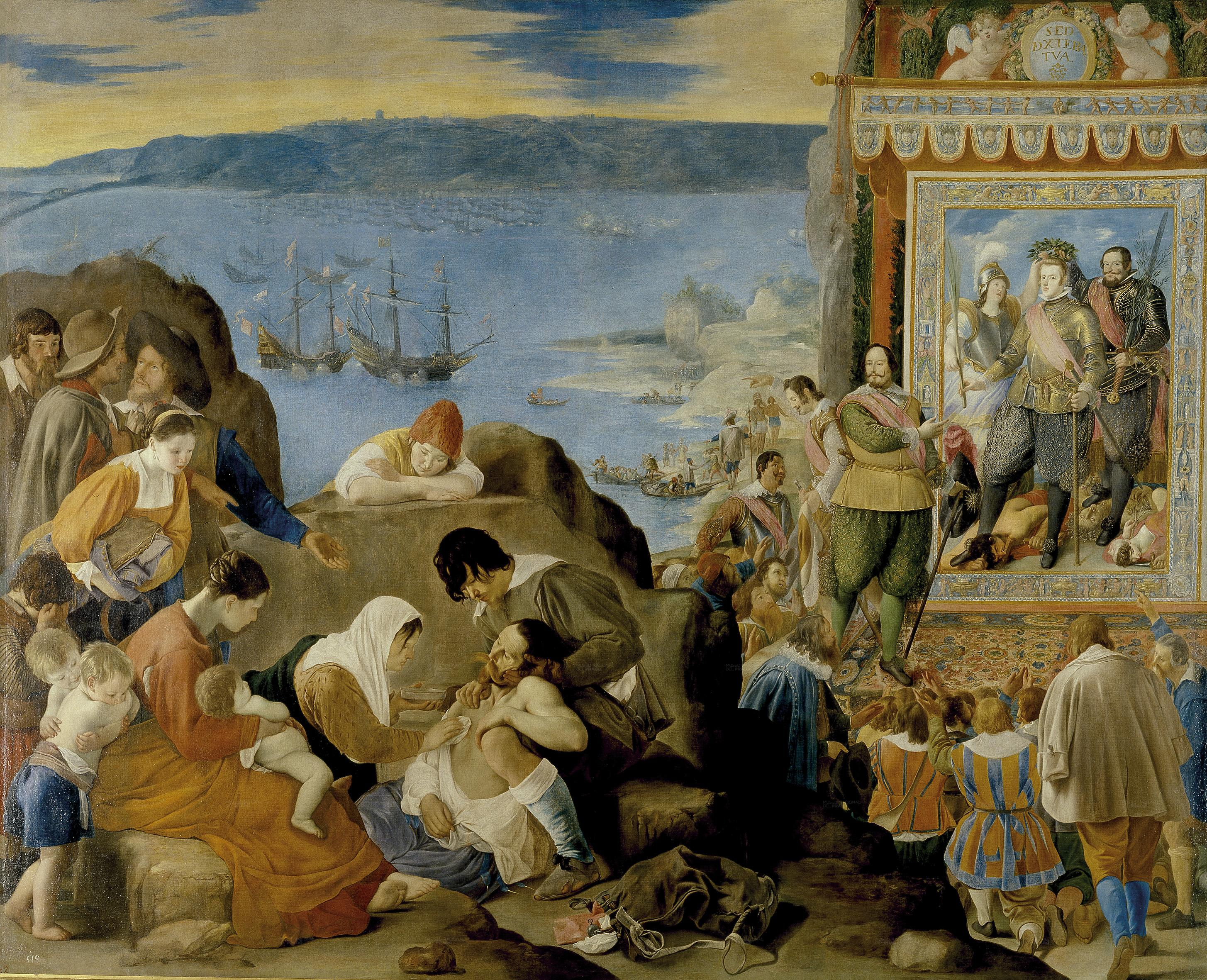
Recuperación de Bahía de Todos los Santos por Maíno (1632).

La decadencia española fue el proceso paulatino de agotamiento y desgaste sufrido por la Monarquía Española a lo largo del siglo XVII, durante los reinados de los denominados Austrias menores (los últimos reyes de la Casa de Austria. Felipe III, Felipe IV y Carlos II); proceso histórico simultáneo a la denominada crisis general del siglo XVII, pero que fue especialmente grave para España, hasta tal punto que la hizo pasar de ser la potencia hegemónica de Europa y la mayor economía del mundo en el siglo XVII a convertirse en un país empobrecido y semiperiférico.
La decadencia se reflejó en todos los ámbitos: demográfico (recrudecimiento de la peste y otras epidemias, despoblación), económico (cronificación de los problemas fiscales, las alteraciones monetarias, la inflación y el descenso de las remesas de metales preciosos de América), social (mantenimiento de la tensión religiosa e inquisitorial, expulsión de los moriscos, refeudalización, búsqueda de salidas escapistas como el ennoblecimiento, la compra de cargos, el incremento de la presencia de las órdenes religiosas y la picaresca), o político y territorial (iniciada con la tregua de los doce años y las maniobras del valimiento del Duque de Lerma, manifestada espectacularmente a partir de la denominada crisis de 1640, tras el intento de restaurar la reputación de la monarquía con la agresiva política del conde-duque de Olivares, y posteriormente evidenciada con la Paz de Westfalia -1648-, el Tratado de los Pirineos -1659-, la patética situación de los últimos años del siglo que a pesar de ser solventada económicamente por los hombres de confianza de Carlos II, en todas las cancillerías europeas anduvieron pendientes del incierto futuro del trono hispánico del rey hechizado y su extraordinaria herencia que alcanzaba ambos hemisferios. Y tras una serie de complejas intrigas palaciegas, el cardenal Luis Fernández Portocarrero apoyó la sucesión a favor de los intereses de Luis XIV de Francia, quien pretendía la Corona española para su nieto Felipe de Anjou. Finalmente se resolvió tras la muerte de Carlos II de España con la Guerra de Sucesión -1700-1715- y el Tratado de Utrecht -1713-, que dividió sus territorios entre Habsburgo y Borbones, con sustanciosos beneficios para Inglaterra). Y que dio paso al exilio austracista y una violenta represión borbónica.
Por contraste, la decadencia española coincidió con las manifestaciones más brillantes del arte y la cultura, en lo que se ha denominado Siglo de Oro Español. En muchas de esas manifestaciones artísticas y culturales hay una verdadera conciencia de la decadencia, que en algún caso ha sido calificada de introspección negativa (Quevedo, los arbitristas). Concretamente, el Barroco español (el culteranismo o lo churrigueresco) ha sido interpretado como un arte de la apariencia, escenográfico, que oculta bajo los oropeles exteriores la debilidad de la estructura o la pobreza del contenido.
La interpretación historiográfica de las causas de la decadencia ha sido uno de los asuntos más tratados, y en muchas ocasiones se han atribuido a los tópicos que caracterizarían un estereotipo nacional español vinculado a la leyenda negra presente en la propaganda antiespañola desde mediados del siglo XVI: el orgullo de casta cristiano viejo, la obsesión por una hidalguía incompatible con el trabajo y propicia a la violencia en la defensa de un arcaico concepto de honor, la sumisión acrítica (por superstición o por temor más que por fe) a un poder despótico, tanto político como religioso, adepto de la versión más cerrada del catolicismo, que le abocaba a aventuras quijotescas en Europa contra los protestantes y a una cruel imposición a los indígenas americanos de la evangelización y el dominio de los conquistadores. Una leyenda rosa alternativa, que atribuye a la fidelidad al catolicismo justamente los logros del Imperio español, está en la interpretación de la historia propia de la vertiente reaccionaria del nacionalismo español, y que en sus casos más extravagantes atribuye la decadencia a una presunta conjura internacional, en la que, a pesar de lo inverosímil de tales teorías de conspiración, da un papel decisivo a los judíos y a las sociedades secretas que imaginan como antepasadas de la masonería (además de vincular a ambos criptopoderes, según convenga, a protestantes y musulmanes).
Desde puntos de vista más desapasionados, la historiografía actual suele considerar a la monarquía autoritaria de los Habsburgo como un modelo de Estado en realidad de muy débil entidad y presencia efectiva, y desde luego con pretensiones mucho menos absolutistas que la monarquía absoluta que estaban desarrollando contemporáneamente los Borbones en Francia. No obstante, siguen considerándose las divergencias reales de los modelos socioeconómicos asociados al catolicismo y protestantismo de distintas partes de Europa (y sus numerosas excepciones), analizadas desde la sociología de Max Weber (La ética protestante y el espíritu del capitalismo, 1905).

## Antecedentes
Las raíces de ésta decadencia, hay que buscarlas ya en las propias alianzas matrimoniales concertadas entre Fernando el Católico y Maximiliano de Habsburgo que determinaron la introducción de la dinastía Habsburgo austriaca en el trono español, que buscaban aislar y rodear a Francia, potencia hegemónica en el final de la Edad Media. Fue Carlos de Gante, nieto de ambos, el que reunió las herencias, convirtiéndose en rey de Castilla y de Aragón (con sus posesiones americanas y mediterráneas) en 1516, además de en señor de los Países Bajos, los territorios austriacos, el derecho al trono del Sacro Imperio Romano Germánico, duque titular de Borgoña, soberano de Flandes y Brabante (1519).
Esta compleja herencia fue la que determinó la política de Carlos I (V de Alemania) y sus sucesores, con tan pobres resultados para Castilla, y que ya habían apercibido los interesados en la época, con las rebeliones de Germanías y Comuneros. Tuvo que enfrentarse a Francia, Papa Clemente VII, la República de Venecia, Inglaterra, el Ducado de Milán, y Florencia que formaban la Liga de Cognac para defender las posesiones aragonesas en Italia, y tuvo otros frentes contra los principados alemanes rebeldes, la amenaza turca en el Mediterráneo y la extensión del protestantismo en Europa, que deshizo el lazo de unión del Sacro Imperio Germánico, reduciendo aún más la funcionalidad del gobierno Imperial. Todos estos problemas mantuvieron a España constantemente ocupada en guerras, a los que se añaden los problemas internos por la Guerra de las Comunidades de Castilla y las Germanías, al sublevarse la nobleza media contra las exacciones fiscales y la imposición de gobernantes flamencos y de las mercedes, al frente de los cuales figuraba el regente Adriano de Utrecht, despreciando a las Cortes, tanto castellanas como aragonesas. Otra de las causas del declive fue la intransigencia religiosa, al acabar con la coexistencia de judíos, musulmanes y cristianos que había enriquecido la cultura peninsular a lo largo de la Edad Media.

## Consecuencias de la decadencia española
El expreso esfuerzo bélico tuvo un coste económico y humano incalculable. Las rentas procedentes de la exportación lanera y otros productos de la rica Castilla a Flandes, y la plata que venía de América, se dedicaban a pagar gastos de guerra olvidando cualquier inversión en España, pero no siempre eran suficientes o no llegaban a tiempo, y el rey recurrió a numerosos préstamos de banqueros alemanes y genoveses, lo que comprometió e hipotecó gravemente el futuro económico de sus reinos. Así, su hijo Felipe II tuvo que declarar la bancarrota tres veces a lo largo de su reinado, en 1557, 1575 y 1597.
De hecho, además de las deudas, Felipe había heredado las guerras de su padre, aunque no el título imperial, que pasó, junto con las posesiones alemanas y austriacas, a su tío Fernando (1555). El nuevo rey logró no sin dificultades apartar definitivamente a Francia de sus intereses en Italia (Paz de Cateau-Cambrésis, 1559) y frenar el avance de los otomanos en el Mediterráneo (batalla de Lepanto, 1571); Asimismo, como nieto de Juan III de Portugal, incorporó Portugal y sus colonias a España, (1580), con lo que el Imperio ultramarino español adquirió dimensiones colosales, aunque también iba a resultar aún más difícil de defender. Menos afortunado en la lucha contra los protestantes, no pudo impedir la secesión de las Provincias Unidas del norte de los Países Bajos, en 1579, apoyada por Inglaterra y los numerosos enemigos de la hegemonía española, ni tampoco contener la expansión marítima de Inglaterra que derrotó a la Armada Invencible en 1588, y mantenía piratería a su servicio. Estos últimos fracasos marcan el comienzo de la decadencia española, aunque su hegemonía en Europa todavía se mantuvo durante cierto tiempo. Pero la economía castellana, principal sostenedora de estos esfuerzos, estaba ya arruinada.

## Periodo de los Austrias menores

### Felipe III

Territorios españoles en tiempos de Felipe II.

El declive se agudizó bajo el reinado de Felipe III, que no pudo continuar la costosísima política exterior de sus antecesores por falta de recursos. Los ingresos de la corona no eran pocos, pero las guerras consumían eso y mucho más. Esta precariedad económica se agravó con la expulsión en 1609 de los moriscos, la población descendiente de los musulmanes que todavía permanecía en la Península, principal sostén de la economía agrícola en Valencia, en la corona de Aragón, aunque algunos apoyaran la piratería berberisca que asolaba la costa.
Los moriscos eran rechazados por la corona, que veía con inquietud la posibilidad de una nueva sublevación que actuase como una quinta columna de los berberiscos o los turcos y detestados por la Iglesia, que dudaba de la sinceridad de su conversión, pero siendo su expulsión una importante pérdida de "brazos" útiles para la economía nacional. Las medidas que desde el poder se tomaron para hacer frente a la falta de liquidez, como venta de cargos o la devaluación de la moneda, no hicieron sino agravar la situación, instaurando la corrupción y el absentismo en la administración, y distorsionando peligrosamente los intercambios mercantiles.
Felipe III carecía de la capacidad de su padre y de su abuelo, y delegó el gobierno en hombres de confianza; quedó así instituida la figura del valido. Tanto el duque de Lerma, como su hijo y sucesor en el cargo, el duque de Uceda, se revelaron como mediocres gobernantes, bastante más preocupados por aumentar su fortuna personal que por solucionar los graves problemas de la monarquía, que desde 1618 estaba embarcada en la guerra de los Treinta Años, apoyando a sus parientes, los emperadores Habsburgo.

### Felipe IV
El ascenso al trono de Felipe IV (1621) significó la asunción de las tareas de gobierno por un nuevo valido, el conde-duque de Olivares. Miembro de una rama menor de un importante linaje nobiliario, también se ocupó de aumentar sus rentas y posesiones personales, aunque en menor medida que sus predecesores. De hecho, Olivares sí tenía ambiciones políticas y capacidad de estadista; en el Gran Memorial que presentó al joven Felipe en 1624, trazaba las líneas de su programa. Su objetivo era lograr que la monarquía unificase de forma efectiva todos los recursos económicos, humanos y militares de sus distintos reinos (Unión de Armas, 1626), para emplearlos en renovar su gloria, lo que significaba básicamente gastarlos en las nuevas guerras en que estaba embarcada: con Holanda e Inglaterra por el dominio colonial y con diversos Estados europeos —la Francia de Richelieu y Luis XIII en la sombra— por la supremacía habsbúrgica en el continente. Esta orientación suponía trastocar el complejo político que constituía la esencia misma de la monarquía fundada por los Reyes Católicos, que nació de la confederación de distintos reinos que conservaron sus peculiaridades jurídicas, económicas y administrativas. Y eso era algo que sus súbditos no estaban dispuestos a tolerar, especialmente en la corona de Aragón, ya que en la de Castilla la rebeldía había sido aplastada por Carlos I.
La década de 1640 fue desastrosa para el gobierno de Olivares, y amenazó con colapsar la misma unidad de toda la Monarquía Española. Los portugueses instauraron la dinastía de Braganza, nombrando rey a Juan IV, hartos de sufrir en sus colonias las consecuencias de los conflictos europeos (1640). Se produjo igualmente un levantamiento en Cataluña (1640-1652) que a punto estuvo también de separar este territorio de la Monarquía Española e incorporarlo a Francia, que sí logró anexionarse los condados transpirenaicos del Rosellón y la Cerdaña. También estallaron conspiraciones y levantamientos secesionistas en Andalucía (1641), Sicilia (1646-1652) y Nápoles (1647-1648). Mientras, en el escenario bélico europeo, la batalla de Nördlingen (1634) representó una de las últimas victorias de los ejércitos españoles. A partir de ese momento, la suerte se volvió adversa para la coalición Habsburgo en la guerra de los Treinta Años, complicada por la entrada oficial de Francia en el conflicto en 1635. El año 1643, con la derrota ante los franceses en Rocroi y la caída en desgracia de Olivares, marcó el punto de inflexión, a partir del cual todo iría de mal en peor: la economía acusaba de nuevo los esfuerzos bélicos, complicados con las malas cosechas, las continuas devaluaciones de la moneda y la enajenación de cargos; por otra parte, el problema demográfico causado por la muerte o ausencia de tantos hombres jóvenes se agudizaba. Se declararon cuatro bancarrotas (1627, 1647, 1656 y 1662), mientras las posesiones y el comercio con América sufrían el acoso de ingleses y holandeses, y Francia se expandía a costa de absorber las posesiones españolas en sus fronteras. El tratado de Münster (1648) y el de los Pirineos (1659) ratificaron el fin de la hegemonía española en Europa, que pasaba el relevo a la pujante Francia de Luis XIV.

### Carlos II

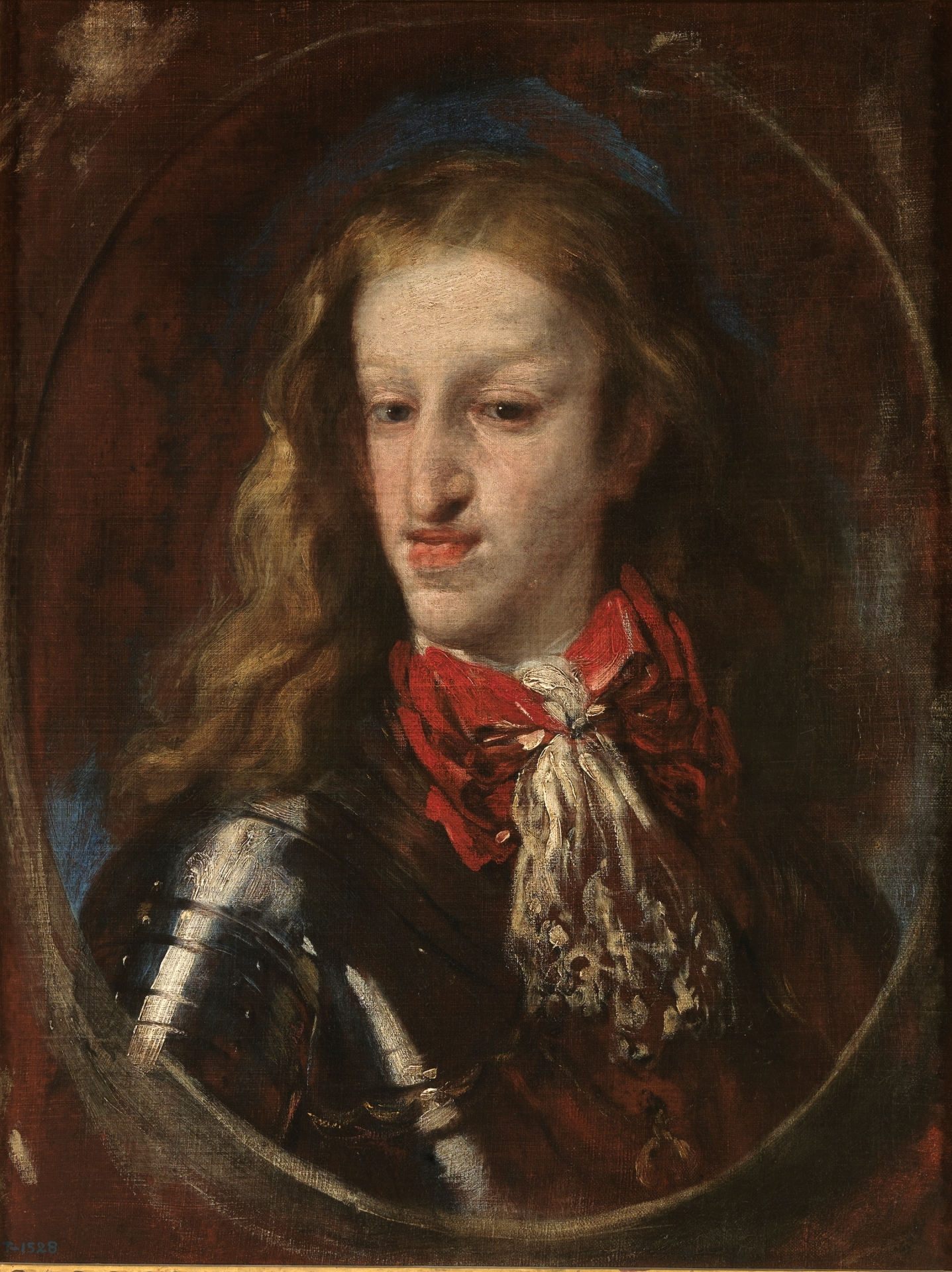
Carlos II.

La muerte de Felipe IV significó la entronización de Carlos II el Hechizado, llamado así por sus síntomas de retraso mental y físico. Su reinado representó el punto más bajo de la decadencia española, con una corte llena de intrigas en la que durante diez años se disputaban el poder la regente, la reina madre Mariana de Austria y su confesor, el jesuita alemán Nithard, que pretendía actuar como valido, con don Juan José de Austria, hijo bastardo de Felipe IV. Sin embargo, en medio de estos problemas y del acoso sufrido por las posesiones españolas —muchas de las cuales cayeron en manos de sus enemigos—, se produjeron los primeros atisbos de recuperación: al ser declarado mayor de edad Carlos, consciente de sus limitaciones encarga el gobierno al duque de Medinaceli y al conde de Oropesa. Los proyectos de reforma de la administración y la hacienda, propuestos por los arbitristas y aplicados, en parte, por los nuevos validos, serían el preludio de los importantes cambios introducidos en el siglo XVIII por los ministros ilustrados de la dinastía borbónica.
Precisamente la muerte sin hijos de Carlos II (1700) abrió un periodo de incertidumbre. El testamento del difunto nombraba heredero a Felipe de Anjou, bisnieto de Felipe IV de España y nieto de Luis XIV de Francia. Pero existían otros candidatos con derechos, como Fernando de Baviera y, sobre todo, el archiduque Carlos de Habsburgo, que no aceptaron esta solución y consiguieron partidarios en España. Finalmente, tras la guerra de sucesión española (1701-1714), Felipe de Borbón, apoyado por su poderoso abuelo, se convirtió en el fundador de una nueva dinastía en España.

## Sociedad y cultura
El reinado de la casa de Austria supuso para España la llegada de graves problemas sociales: 
- Persecuciones religiosas debidas a la intolerancia, la Inquisición fomentó la corrupción y delación, y fue un factor coadyuvante a la decadencia española. Se convirtió en un método para destruir enemigos, amigos celosos e incluso para solventar disputas sobre propiedades o para conseguir influencia.
- Retroceso de las industrias de todo tipo, por la venta de materias primas para conseguir liquidez de forma rápida, y el gran aumento en importaciones, fatal para la industria telar.
- Desertización de Castilla, por el apoyo dado por Felipe II a la Mesta para conseguir mayor cantidad de lana de merina, por lo que el pastoreo trashumante sin control acabó con los campos de cultivo al no respetar las cañadas reales.
- Abandono de amplias áreas debido a varias causas: la emigración a América, las guerras y la expulsión de los moriscos y el medio millón de víctimas de la gran peste de 1598-1602.
- La burocracia: La expansión del Imperio español en el Nuevo Mundo fue llevada a cabo desde Sevilla, y el control de las Américas fue llevado por virreyes que funcionaban con efectiva autonomía. Los Habsburgo, familia que había gobernado tradicionalmente sobre diversos dominios no contiguos y había sido forzado a delegar autonomía a administradores locales, duplicaron estas políticas feudales en España, particularmente en el País Vasco y Aragón, por lo que los impuestos, mejora de infraestructuras y políticas de comercio interior fueron definidos independientemente por cada región, manteniéndose barreras de aduanas interiores y peajes. El conde-duque de Olivares consideró esencial que la burocracia estuviera centralizada, incluso apoyó la unión completa de Portugal con España, aunque nunca tuvo la oportunidad de hacer realidad sus ideas. Después de que Carlos abdicara, la burocracia se había hecho cada vez mayor y más corrupta hasta que, por el despido de Olivares en 1643, se volvió obsoleta.

Desde el punto de vista cultural, brillaron las ciencias, como Jerónimo de Ayanz y Beaumont  con sus inventos, Francisco Hernández de Toledo y su inicio de la taxonomía, Juan de Herrera y la fundación en 1582 de la 'Academia Real Mathematica', la Escuela de Salamanca con sus teorías filosóficas, teológicas y económicas, además de su papel protagonista en la creación del calendario gregoriano, Domingo de Soto y sus postulados sobre la gravedad o Jerónimo Muñoz y su descripción de la supernova SN 1572.
En las artes sobre todo la pintura con autores como Velázquez, Claudio Coello, Bartolomé Murillo y otros. También hubo grandes literatos, poetas y teatrístas o historiadores como Cervantes, Lope de Vega, Juan de Mariana, Quevedo o Calderón de la Barca, lo que ha hecho que se llame a la época de Felipe IV el Siglo de oro español.

## Críticas al concepto
María Elvira Roca Barea en Fracasología: España y sus élites: de los afrancesados a nuestros días vincula el concepto de decadencia española a la Leyenda negra.